# 多花大沙叶
多花大沙叶（学名：Pavetta polyantha）为茜草科大沙叶属下的一个种。

## 扩展阅读
- 維基物種上的相關：多花大沙叶